# Bodemwantsen
Bodemwantsen of grondwantsen (Lygaeidae) vormen een grote familie van wantsen, die behoort tot de orde halfvleugeligen (Hemiptera). Er is nog onduidelijkheid over de indeling. Sommige onderfamilies zoals Rhyparochrominae en Artheneinae worden ook wel gezien als zelfstandige families, respectievelijk Rhyparochromidae en Artheneidae.

## Uiterlijk
De kleine tot grote wantsen hebben een langwerpig tot langwerpig eivormig lichaam. De meeste soorten zijn donkergrijs-bruin, maar er zijn ook felgekleurde, oranje tot rode bodemwantsen met een zwart patroon. Die zijn te vinden in de onderfamilie Lygaeinae. De kop is naar voren gericht. De antennes bestaan uit vier segmenten.

## Verspreiding en habitat
De bodemwantsen komen wereldwijd voor. De grote en vaak felgekleurde wantsen uit de onderfamilie Lygaeinae komen vooral voor in de tropische gebieden en subtropische gebieden, waarbij er een paar soorten zijn, die zowel in de Oude Wereld als in de Nieuwe Wereld voorkomen. De Ischnorhynchinae zijn ook vooral in de tropen verspreid. De Orsillinae hebben hun verspreidingsgebied, opvallend genoeg op de Hawaiiaanse eilanden, waar meer dan de helft van de soorten voorkomt.

## Leefwijze
De meerderheid van de bodemwantsen voedt zich fytofaag met zaden en leven op de planten of op de bodem. Ze zijn vaak gespecialiseerd in bepaalde soorten planten, zoals koren en tarwe. Er zijn enkele soorten bekend, die schadelijk kunnen zijn in de landbouw. Zo is bijvoorbeeld Nysius vinitor in Australië schadelijk voor vele landbouwgewassen, zoals citrusvruchten, wortelen, vlas en tomaat.

## Taxonomie
De bodemwantsen werden voor het eerst als een familie beschreven in 1829 door Peter Samuel Schilling, hoewel enkele auteurs voor hem ze al als taxonomische groep beschouwden. De taxonomische indeling van de familie werd herhaaldelijk ingrijpend veranderd in de 20e eeuw. Henry (1997) verhief onderfamilies in de familie Lygaeidae tot families met daarboven de superfamilie Lygaeoidea. Daardoor zie je nu sommige onderfamilies als families vermeld staan. In veel toonaangevende literatuur en websites, wordt echter nog steeds de indeling in de onderfamilies aangehouden (Bijvoorbeeld in Nederlands Soortenregister en op de website British Bugs.)

## Soorten waarvan het voorkomen in Nederland is vastgesteld
- Onderfamilie Artheneinae
  - Chilacis typhae, Lisdoddebodemwants
  - Holcocranum saturejae, Rietbodemwants
- Onderfamilie Blissinae
  - Ischnodemus sabuleti, Slanklijfsapwants
- Onderfamilie Cyminae
  - Cymus aurescens, Gouden cymus
  - Cymus claviculus, Dwergcymus
  - Cymus glandicolor, Eikelkleurige cymus
  - Cymus melanocephalus, Zwartkopcymus
- Onderfamilie Geocorinae
  - Geocoris ater, Zwarte boloogwants
  - Geocoris grylloides, Krekelwants
  - Geocoris megacephalus, Grootkopboloogwants
- Onderfamilie Heterogastrinae
  - Heterogaster urticae, Netelringpoot
- Onderfamilie Ischnorhynchinae
  - Kleidocerys ericae, Heidesmalsnuit
  - Kleidocerys privignus, Elzensmalsnuit
  - Kleidocerys resedae, Berkensmalsnuit
- Onderfamilie Lygaeinae
  - Arocatus longiceps, Plataanridderwants
  - Arocatus melanocephalus, Iepenridderwants
  - Arocatus roeselii, Elzenridderwants
  - Horvathiolus superbus, Kleine praalridderwants
  - Lygaeus equestris, Prachtridderwants
  - Lygaeus simulans, Valse prachtridderwants
  - Melanocoryphus albomaculatus, Praalridderwants
  - Spilostethus saxatilis, Rotsridderwants
- Onderfamilie Orsillinae
  - Belonochilus numenius, Amerikaanse plataanbodemwants
  - Nysius cymoides, Langvleugernysius
  - Nysius ericae, Heidenysius
  - Nysius graminicola, Composietennysius
  - Nysius helveticus, Gekielde nysius
  - Nysius huttoni, Tarwenysius
  - Nysius senecionis, Kruiskruidnysius
  - Nysius thymi, Tijmnysius
  - Orsillus depressus, Cypresbodemwants
  - Ortholomus punctipennis, Ganzerikbodemwants
- Onderfamilie Oxycareninae
  - Metopoplax ditomoides, Zwartaderbodemwants
  - Metopoplax fuscinervis, Valse zwartaderbodemwants
  - Oxycarenus modestus, Elzenpropjeswants
  - Oxycarenus lavaterae, Lindenspitskop
  - Tropidophlebia costalis, Ribbelrugbodemwants
- Onderfamilie Rhyparochrominae
  - Acompus rufipes, Valeriaanbodemwants
  - Aellopus atratus, Slangenkruidbodemwants
  - Aphanus rolandri, Rolanders rookwants
  - Beosus maritimus, Bonte zandrookwants
  - Drymus brunneus, Bruine moswants
  - Drymus latus, Brede moswants
  - Drymus pilicornis, Haarsprietmoswants

- - Drymus pumilio, Dwergmoswants
  - Drymus ryeii, Ryes moswants
  - Drymus sylvaticus, Heidemoswants
  - Emblethis denticollis, Gewone grootschild
  - Emblethis griseus, Grijze grootschild
  - Emblethis verbasci, Toortsgrootschild
  - Eremocoris abietis, Dennenheremietwants
  - Eremocoris plebejus, Gewone heremietwants
  - Eremocoris podagricus, Borsttandheremietwants
  - Gastrodes abietum, Sparrenkegelwants
  - Gastrodes grossipes, Dennenkegelwants
  - Graptopeltus lynceus, Geoogde bodemwants
  - Gonianotus marginepunctatus, Zandgootschild
  - Ischnocoris angustulus, Bruinpootheidebodemwants
  - Lamproplax picea, Glanzende veenwants
  - Lasiosomus enervis, Harige rookwants
  - Macrodema microptera, Zwartpootheidebodemwants
  - Megalonotus antennatus, Bruinpootgrootrug
  - Megalonotus chiragra, Gewone grootrug
  - Megalonotus dilatatus Kaalschildgrootrug
  - Megalonotus emarginatus, Gelobde grootrug
  - Megalonotus praetextatus, Glanzende grootrug
  - Megalonotus sabulicola, Zandgrootrug
  - Pachybrachius fracticollis, Eendoornveenwants
  - Pachybrachius luridus, Tweedoornveenwants
  - Peritrechus angusticollis, Smalnekdartelwants
  - Peritrechus geniculatus, Sombere dartelwants
  - Peritrechus lundii, Lunds dartelwants
  - Peritrechus nubilus, Gewone dartelwants
  - Pionosomus varius, Zandstoppelwants
  - Plinthisus brevipennis, Glanzend kleinkopje
  - Plinthisus pusillus, Dof kleinkopje
  - Pterotmetus staphyliniformis, Kortschildkeverwants
  - Raglius alboacuminatus, Balloterookwants
  - Rhyparochromus phoeniceus, Rode rookwants
  - Rhyparochromus pini, Dennenrookwants
  - Rhyparochromus vulgaris, Gewone rookwants
  - Scolopostethus affinis, Kortvleugelige zaagpoot
  - Scolopostethus decoratus, Kleurrijke zaagpoot
  - Scolopostethus grandis, Grote zaagpoot
  - Scolopostethus pictus, Bonte zaagpoot
  - Scolopostethus pilosus, Harige zaagpoot
  - Scolopostethus puberulus, Donzige zaagpoot
  - Scolopostethus thomsoni, Thomsons zaagpoot
  - Sphragisticus nebulosus, Nevelrookwants
  - Stygnocoris fuligineus, Doffe donsrug
  - Stygnocoris rusticus, Zwarte donsrug
  - Stygnocoris sabulosus, Glanzende donsrug
  - Taphropeltus contractus, Gewone greppelschild
  - Taphropeltus hamulatus, Donkere greppelschild
  - Trapezonotus arenarius, Zandschuinschild
  - Trapezonotus desertus, Heideschuinschild
  - Trapezonotus dispar, Loofbosschuinschild
  - Tropistethus holosericus, Tijmrookwants
  - Xanthochilus quadratus, Zwartvlekrookwants

Bodemwants beschreven op Wikipedia, die buiten Nederland voorkomt:
- - Nysius wekiuicola